# Зиман, Кристофер
Сэр Эрик Кристофер Зиман (англ. Christopher Zeeman; 4 февраля 1925, Иокогама — 13 февраля 2016, Вудсток, Юго-Восточная Англия) — британский математик, известен своими работами по геометрической топологии и теории сингулярности.

## Биография

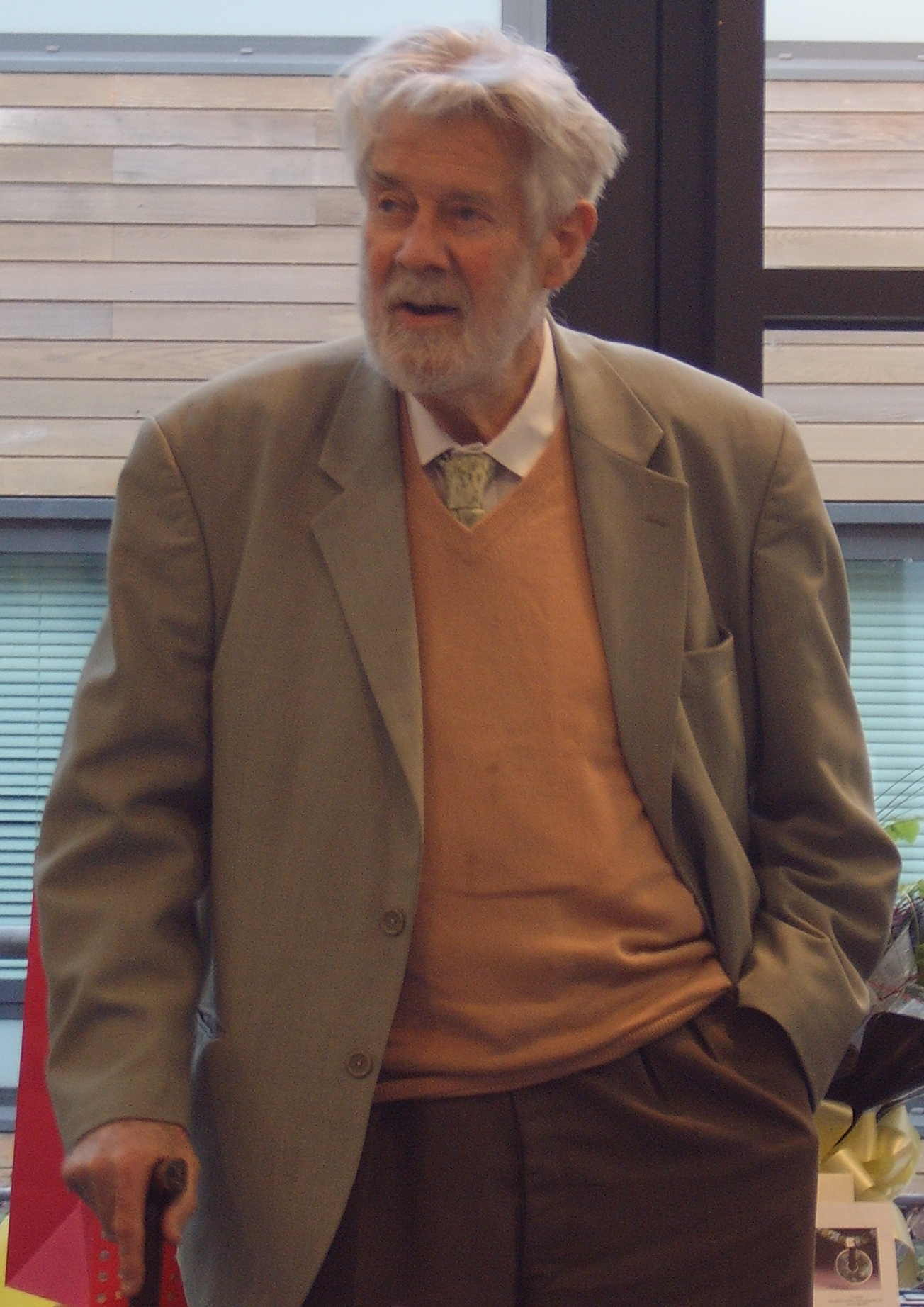
Зиман в Математическом институте Warwick в декабре 2009 года

Зиман родился в Японии. Его отец, датчанин по национальности, Кристиан Зиман, а мать - британка. Они переехали в Англию через год после его рождения. Получив образование в Крайст Хоспитале в Хоршеме, Западный Сассекс, он служил как офицер-летчик в Королевских ВВС с 1943 по 1947 год. Изучал математику в Кембридже. Получил степень магистра, а затем доктора наук Кембриджского университета и стал работать в Гонвилл и Кайус-колледже.

## Обзор достижений
Основной вклад Зимана в математике — это исследования топологии, в частности, теория узлов, кусочно-линейные категории, и динамические системы.
В диссертации 1955 года, защищенной в Университете Кембриджа показал новую теорию, в ней он ввел в научный оборот термин «дихомология». Это алгебраическая структура, связанная с топологическим пространством, содержащим обе гомологии и когомологии, сейчас это известно как спектральной последовательность Зимана.
Являлся одним из основоположников теории катастроф .

## Награды
- Медаль Фарадея

## Медаль Зимана
В память Кристофера Зимана названа медаль Лондонским математическим обществом